# L'Abidjanaise
L'Abidjanaise este imnul național al Republicii Coasta de Fildeș.

## Autorii
Imnul a fost adoptat în anul 1960. Deși de atunci Abidjan a rămas numai capitala economică a țării, imnul a fost păstrat.
Textul a fost scris de Mathieu Ekra, Joachim Bony și Pierre-Marie Coty. Muzica a fost compusă de Pierre-Marie Coty și de Pierre Michel Pango.

## Textul în limba franceză
Salut ô terre d'espérance
Pays de l'hospitalité
Tes légions remplies de vaillance
Ont relevé ta dignité
Tes fils chère Côte d'Ivoire
Fiers artisans de ta grandeur
Tous rassemblés pour ta gloire
Te bâtiront dans le bonheur
Fiers Ivoiriens
Le pays nous appelle
Si nous avons dans la paix
Ramené la liberté
Notre devoir sera d'être un modèle
De l'espérance promise à l'humanité
En forgeant unis dans la foi nouvelle
La patrie de la vraie fraternité.

## Textul tradus în limba română
Te salut, pământ al speranței
Țară a ospitalității
Legiunile tale pline de vitejie
Ți-au dezvăluit demnitatea
Iubită coastă de Fildeș, fiii tăi
Care ți-au înfăptuit măreția
Strânși cu toții întru gloria ta
Te vor înălța în fericire
Ivorieni mândri
Țara ne cheamă
Dacă în pace
Am readus libertatea
Datoria noastră va fi să fim model
Pentru speranța promisă omenirii
Făurind uniți, în noua credință
Patria adevăratei frății.